# Acutiserolis johnstoni
Acutiserolis johnstoni là một loài chân đều trong họ Serolidae. Loài này được Hale miêu tả khoa học năm 1852.